# Model utrzymywania samooceny
Model Utrzymywania Samooceny (ang. self-esteem maintenance - SEM) – model zachowania znany również jako MUS, opracowany w 1988 r. przez Abrahama Tessera. Według niego, gdy porównujemy się z kimś, kto przewyższa nas pod jakimś względem, możemy zareagować na dwa sposoby. Tym pierwszym jest podniesienie własnej samooceny za sprawą tzw. pławienia się w cudzej chwale, a drugim – jej obniżenie wskutek porównań społecznych. Teoria Tessera zakłada, że jesteśmy narażeni na obniżenie samooceny, gdy porównywani jesteśmy z kimś, kto okazuje się od nas lepszy.
Podniesienie samooceny (pławienie się w cudzej chwale) występuje, gdy ktoś osiąga sukces w nieistotnej dla nas dziedzinie. Jeśli ktoś kogo znamy osiągnie sukces i zyska w ten sposób aprobatę społeczną, to nasza samoocena również rośnie.
Obniżenie samooceny występuje, gdy ktoś inny, w dodatku nam znany, odniesie szczególny sukces w istotnej dla nas dziedzinie. W takiej sytuacji uznajemy, że sukces jest czymś osiągalnym, a nam po prostu brakuje umiejętności by go osiągnąć.
Aby podtrzymać samoocenę i uniknąć zagrożeń związanych z obniżeniem jej, człowiek może podejmować trzy rodzaje zabiegów: postarać się zmniejszyć lub zwiększyć różnicę między wynikami swoimi i cudzymi, nasilić lub osłabić bliskość w stosunku do innej osoby lub zmienić postrzeganie dziedziny jako istotnej lub nieistotnej dla poczucia swojej wartości.
Poznanie samego siebie, własnych umiejętności i słabości pełni funkcję przystosowawczą. Przemyślane planowanie przyszłej aktywności może doprowadzić nas do sukcesu, a to spowoduje podniesienie naszej samooceny.